# Луш-Помры
Луш-Помры — село в Гагинском районе Нижегородской области России. Входит в состав Покровского сельсовета. В селе имеются две улицы — Советская и Солнечная.
Постоянно проживающего населения нет.

## География
Село расположено на востоке Гагинского района области, в 2 км от реки Пьяна, в 6 км на северо-восток от центра сельсовета — села Покров.

## История
Ранее село входило в состав Ломакинского сельсовета, который законом Нижегородской области от 28 августа 2009 года № 138-З был объединён с сельским поселением Покровский сельсовет.

## Население
| 2002 | 2010 |
| ---- | ---- |
| 33   | ↘0   |

## Достопримечательности
В 1,5 км к западу-юго-западу от деревни, на террасе правого берега реки Пьяны выявлен памятник археологии областного значения — поселение эпохи бронзы Луш-Помра.